# Aglaophamus minusculus
Aglaophamus minusculus är en ringmaskart som beskrevs av Hartman 1965. Aglaophamus minusculus ingår i släktet Aglaophamus och familjen Nephtyidae. Inga underarter finns listade i Catalogue of Life.